# Jacamaraçu
Bico-d'agulha-grande ou jacamaraçu (nome científico: Jacamerops aureus) é uma espécie de ave galbuliforme, única representante do gênero Jacamerops. Pode ser encontrada na Bolívia, Colômbia, Brasil, Suriname, Guianas, Panamá, Peru, Costa Rica e Venezuela. Os seus habitats naturais são: florestas de terras baixas úmidas tropicais ou subtropicais.

## Subespécies
São reconhecidas quatro subespécies:
- Jacamerops aureus aureus (Statius Muller, 1776) - ocorre do leste da Colômbia até a Venezuela e nas Guianas;
- Jacamerops aureus penardi (Bangs & Barbour, 1922) - ocorre das encostas das montanhas caribenhas da Costa Rica até o oeste da Colômbia;
- Jacamerops aureus ridgwayi (Todd, 1943) - ocorre na Amazônia brasileira na região que vai do Rio Negro até a margem leste do Rio Tapajós;
- Jacamerops aureus isidori (Deville, 1849) - ocorre do leste do Equador até o leste do Peru, no oeste do Brasil e no norte da Bolívia.